# Daddy's Little Girls
Daddy's Little Girls è un film statunitense del 2007 diretto e scritto da Tyler Perry.